# Peter Judge
Peter Judge – kanadyjski narciarz, specjalista narciarstwa dowolnego. Nie startował na żadnych mistrzostwach świata ani na igrzyskach olimpijskich. Najlepsze wyniki w Pucharze Świata osiągnął w sezonie 1982/1983, kiedy to triumfował w klasyfikacji generalnej, a w klasyfikacji kombinacji był trzeci. W sezonie 1981/1982 był drugi zarówno w klasyfikacji kombinacji jak i klasyfikacji generalnej. W sezonie 1980/1981 był trzeci w klasyfikacji generalnej oraz drugi w klasyfikacji kombinacji.
W 1984 r. zakończył karierę.

## Sukcesy

### Puchar Świata

#### Miejsca w klasyfikacji generalnej
- 1979/1980 – 9.
- 1980/1981 – 3.
- 1981/1982 – 2.
- 1982/1983 – 1.
- 1983/1984 – 4.

#### Miejsca na podium
1. Livigno – 18 stycznia 1981 (Kombinacja) – 2. miejsce
2. Oberjoch – 15 lutego 1981 (Kombinacja) – 3. miejsce
3. Mount Norquay – 18 marca 1981 (Kombinacja) – 3. miejsce
4. Mount Norquay – 18 marca 1981 (Kombinacja) – 2. miejsce
5. Calgary – 22 marca 1981 (Kombinacja) – 3. miejsce
6. Angel Fire – 22 stycznia 1982 (Balet narciarski) – 3. miejsce
7. Morin Heights – 31 stycznia 1982 (Kombinacja) – 2. miejsce
8. Mont-Sainte-Anne – 7 lutego 1982 (Kombinacja) – 1. miejsce
9. Sella Nevea – 28 lutego 1982 (Kombinacja) – 3. miejsce
10. Adelboden – 7 marca 1982 (Kombinacja) – 3. miejsce
11. Livigno – 14 marca 1982 (Jazda po muldach) – 2. miejsce
12. Livigno – 14 marca 1982 (Kombinacja) – 1. miejsce
13. Tignes – 26 marca 1982 (Kombinacja) – 2. miejsce
14. Tignes – 22 stycznia 1983 (Kombinacja) – 1. miejsce
15. Livigno – 2 lutego 1983 (Balet narciarski) – 3. miejsce
16. Livigno – 4 lutego 1983 (Kombinacja) – 2. miejsce
17. Angel Fire – 19 marca 1983 (Kombinacja) – 1. miejsce
18. Stoneham – 15 stycznia 1984 (Kombinacja) – 2. miejsce
19. Göstling – 27 lutego 1984 (Kombinacja) – 2. miejsce
20. Oberjoch – 4 marca 1984 (Kombinacja) – 2. miejsce
21. Tignes – 29 marca 1984 (Kombinacja) – 3. miejsce

- W sumie 4 zwycięstwa, 9 drugich i 8 trzecich miejsc.